# Braccio da Montone
Andrea (ou Braccio) Fortebracci, comte de Montone, dit Braccio da Montone, né le 1er juillet 1368 à Pérouse et mort le 5 juin 1424 à L'Aquila, est un condottiere et chevalier italien qui sert successivement différents princes d'Italie et a pour rivaux Carlo I Malatesta et Muzio Attendolo (fondateur de la famille Sforza), qu'il bat en plusieurs occasions. Il est l'inventeur d'un dispositif de franchissement des fleuves qui marque un tournant décisif dans la guerre de mouvement.

## Biographie
Braccio da Montone naît en 1368 dans une famille de la noblesse de Pérouse. Il devient page du comte Guido d'Asciano, condottiere notoire. Sa famille est chassée de Pérouse à la suite d'une guerre civile et est de fait ruinée. Le jeune Braccio apprend alors le métier des armes auprès de cinq cavaliers errants sous les ordres d'Alberico da Montefeltro avant de rejoindre la condotta réputée de Lorenzo Attendolo et Rosso d'Aquila qui est composée de 150 cavaliers. À la suite d'une rivalité qui envenime leur collaboration, Braccio, menacé de mort, les quitte pour aller reprendre possession de ses biens. Il recrute une troupe de 800 cavaliers avec lesquels il remporte une victoire sur les habitants de Pérouse qui lui en offre en sus Ancône et Fano ainsi que Camerino qu'il prend à Carlo I Malatesta.
Soutenu par sa deuxième épouse Nicolina Varano da Camerino, il défend avec acharnement ses rares et modestes possessions. Par nécessité et ambition, il s'engage dans la compagnie de Saint-Georges où il retrouve son futur adversaire Muzio Attendolo Sforza, aux ordres d'Alberico da Barbiano. Puis, il organise une modeste compagnie de quinze cavaliers avec leurs équipages et propose ses services au plus offrant. C'est ainsi qu'il travaille pour la famille da Montefeltro qui l'engage pour régler par les armes un différend avec les Malatesta.
Ladislas Ier de Naples, qui appartient à la branche hongroise des Angevins et qui tente d'écarter Louis II d'Anjou, le recrute pour lutter contre Florence et le pape en 1392. Peu de temps après, Pérouse annonce être prête à annoncer sa reddition à condition que Braccio ne la gouverne pas. Ladislas accepte et éloigne Braccio qui se rapproche alors des Florentins et prend la tête de 1 200 cavaliers et 1 000 fantassins, ravivant la guerre entre la Toscane et l'Ombrie.
En 1395, il est engagé auprès de son maître Alberico da Barbiano, qu'il a rejoint au royaume de Naples et avec lequel il combat les Sforza. Entre 1397 et 1406, on le retrouve dans toute la Péninsule, souvent aux côtés de Lorenzo Attendolo. Combattant la papauté et les milices de Faenza, il met au point un dispositif de franchissement des fleuves qui marque un tournant décisif dans la guerre de mouvement. Il y gagne le titre de chevalier et des armoiries, ce qui amène sa séparation d'avec Alberico da Barbiano, qui ne supporte pas la comparaison.
À la tête de sa condotta, il fait régner la terreur en pratiquant le pillage systématique et la terre brulée des contrées traversées. Il s'enrichit rapidement en faisant payer le prix de la paix aux villes menacées par ses soudards. Ainsi Florence lui verse-t-elle 14 000 florins, Bologne 18 000 ducats ; Ravenne, Forli et Rimini ainsi que les cités des Marches doivent aussi payer pour être épargnées. Batailles et victoires se succèdent.
L'antipape Jean XXIII, en concurrence avec deux autres pontifes, lui offre Bologne. Braccio en profite pour reprendre l'offensive contre Pérouse et assouvir sa vengeance. Il renforce son armée en offrant la liberté à la commune de Bologne contre 180 000 ducats. Il s'empare le 12 juillet 1416 de Pérouse, dont il se fait déclarer seigneur, après avoir battu lots de la bataille de Sant'Egidio Carlo I Malatesta avec l'aide d'un de ses jeunes fils et bâtard, Oddo, qui sera son successeur, et Niccolò Piccinino, capitaine au sommet de sa gloire. Le pape refusant de céder Pérouse, une nouvelle bataille s'engage contre Guidantonio da Montefeltro et Muzio Attendolo, dont il sort de nouveau vainqueur avec 80 000 ducats de butin et de nombreux prisonniers dont Malatesta et son neveu. Les habitants de Pérouse lui offrent la ville, d'autres cités capitulent de crainte comme Todi, Narni et Orvieto. Au bout de quelques mois, quasiment toute l'Ombrie est soumise .
Le pape Martin V, élu au concile de Constance, rénovateur d'une Église unie et désireux de conserver la suzeraineté pontificale sur la région, lui propose de devenir vicaire pontifical de l'Ombrie. En 1419, il demande à Braccio d'attaquer Bologne, qui demeure rebelle.
Les dernières années de sa vie, comblé d'honneurs, de titres et de richesses, il fait décorer le palais de Pérouse de fresques glorifiant et pérennisant ses exploits. Il continue toutefois ses combats dans le royaume de Naples. À la tête d'une vaste principauté territoriale en Italie centrale, il est gouverneur de Bologne, seigneur de Pérouse et de l'Ombrie, recteur de Rome et grand connétable du royaume de Naples.
Il périt le 5 juin 1424, devant L'Aquila, qu'il assiégeait pour la reine Jeanne II de Naples. Cette bataille est remarquable par les fameux condottières présents : Braccio y a en effet engagé Gattamelata et Piccinino contre Bartolomeo Colleoni et Francesco Attendolo. Ludovico Colonna, qu'il forma, avec qui et contre qui il combattit à maintes reprises, transporta triomphalement son corps à Rome où son ennemi, le pape Martin V, lui organisa un enterrement plus que discret. À la mort du pontife, son neveu Niccolò Fortebraccio obtint ses restes d'Eugène IV qu'il ramena dans sa ville de Pérouse en grande pompe. Le cortège funèbre comprenait une troupe de quarante cavaliers et fantassins qui portaient des étendards aux armes de Braccio et de Pérouse. Le condottiere est enterré dans la chapelle principale de l'église San Francisco al Prato dans un sarcophage orné de ses armoiries et ses bannières décorent tout l'édifice .
Il est un instant maître de Rome (1417).

## Descendance
Son fils Oddo (1409-1425) reprend le titre de comte. Il occupe Pérouse et Città di Castello avant de trouver la mort sur le champ de bataille. Son frère cadet Carlo se montre incapable de diriger la condotta léguée par son père.